# Wild Gunman
Wild Gunman é simultaneamente um jogo de vídeo game para o console Nintendo Entertainment System e um jogo para arcade do gênero western desenvolvido e publicado pela Nintendo.

## Versão original
A versão original de Wild Gunman foi um dos jogos de arcade eletromecânicos da Nintendo criados por Gunpei Yokoi e lançado em 1974. Consistia em uma pistola de luz conectada a uma tela de projeção de 16 mm. Imagens de vídeo full-motion de um pistoleiro do Velho Oeste eram projetadas no ecrã e quando seus olhos brilhavam, o jogador precisava sacar a arma e atirar. Se o jogador fosse rápido o suficiente, a projeção mudaria com o pistoleiro caindo, caso contrário, mostraria o pistoleiro sacando e disparando sua arma. Se o jogador vencesse, em seguida, iria enfrentar vários outros pistoleiros adversários.

## Vídeo game
Uma versão atualizada do jogo de vídeo game, substituindo as imagens fotográficas com sprites de vídeo game estilo cartoon, foi lançado para o Famicom em 1984 e Nintendo Entertainment System em 1985.
Nesta versão, o jogador também esperava os olhos do oponente piscar (acompanhado por um balão de diálogo escrito "FIRE!!") antes de disparar. Também apresentava uma galeria de tiro onde os adversários disparavam das janelas de um saloon. Uma parte da "marcha fúnebre" de Frédéric Chopin indicava a derrota do jogador.